# Aegypius
Az Aegypius a madarak (Aves) osztályának vágómadár-alakúak (Accipitriformes) rendjébe, ezen belül a vágómadárfélék (Accipitridae) családjába tartozó nem.

## Rendszerezés
A nembe az alábbi 1 élő faj és 1 fosszilis faj tartozik:
- †Aegypius jinniushanensis Zhang et al., 2012
- barátkeselyű (Aegypius monachus) (Linnaeus, 1766) - típusfaj